# 聞いて聞かせて 〜ブラインド・ロービジョン・ネット〜
『視覚障害ナビ・ラジオ』（しかくしょうがい・ナビ・ラジオ）は、NHKラジオ第2放送で毎週日曜日に放送される視覚障害者向け情報番組である。

## 概要
前身は「視覚障害者のみなさんへ」で、2009年4月に番組を『聞いて聞かせて ～ブラインド・ロービジョン・ネット～』（きいて・きかせて・ブラインド・ロービジョン・ネット）としてリニューアル、2014年10月に現在の題名「視覚障害ナビ・ラジオ」に改題した。視覚障害者の生活、就労、教育、社会保障のあり方などを伝え、視覚障害者の社会参加を後押ししていくことを目標とする。
毎月最終週はその月の視覚障害者に関連したニュースや話題などをとりあげる他、宇野和博や鈴木祐花のコラムなどがある。

## 出演者
パーソナリティー
- 遠田恵子（毎月第3週）
- 高山久美子（毎月最終週）

コメンテイター
- 宇野和博（同上）

## 放送日時
- 初回：毎週日曜  7:30 - 8:00
- 再放送：同日 19:30 - 20:00、土曜 13:30 - 14:00
  - 過去の放送分は、NHKラジオアプリにおいて放送後2ヶ月間、番組ホームページからは2年間、オンデマンド配信が行われる。

NHK-FM
- 毎週日曜深夜 1:30 - 2:00（2025年4月 -）